# Mastigiomyia delusa
Mastigiomyia delusa là một loài ruồi trong họ Tachinidae.